# Piscărești, Rezina
Piscărești este un sat din cadrul comunei Sîrcova din raionul Rezina, Republica Moldova.